# Shawn Baltazor
Shawn Baltazor (* 7. August 1983 New York City) ist ein US-amerikanischer Jazzmusiker (Schlagzeug, Perkussion, Komposition).
Baltazor stammt aus Kalifornien und trat bereits mit zehn Jahren mit verschiedenen Bands auf, deren Bandbreite von Rock and Roll bis New Orleans Jazz reichte. Nach seinem Umzug an die Ostküste der USA besuchte er die William Paterson University. In dieser Zeit spielte er mit Clark Terry, Slide Hampton, Wynton Marsalis, Joe Lovano und Kenny Garrett. Baltazor arbeitete ab Ende der 2000er-Jahre mit Carl Maguire und Brett Sroka in der Formation Ergo (Album Multitude, Solitude, Cuneiform), im folgenden Jahrzehnt auch mit Roxy Cross und der Nathan Eklund Group. 2014 legte er sein Debütalbum Lionsong mit eigenen Kompositionen vor, an dem Seamus Blake, Ben Monder, Sam Harris und Ben Street mitwirkten.  Ferner schrieb er Musik für die New Yorker Daniel Gwirtzman Dance Company, Eric Reed, Kermit Driscoll und Darcy James Argue.